# Status Quo/Diskografie
Diese Diskografie ist eine Übersicht über die musikalischen Werke der britischen Rockband Status Quo und den vorangegangenen Projekten The Spectres und Traffic Jam. Den Quellenangaben zufolge hat sie bisher mehr als 118 Millionen Tonträger verkauft. Ihre erfolgreichste Veröffentlichung ist die Single In the Army Now mit über einer Million verkauften Einheiten.

## Alben

### Studioalben
| Jahr | Titel Musiklabel                                                             | Höchstplatzierung, Gesamtwochen/‑monate, AuszeichnungChartplatzierungen (Jahr, Titel, Musiklabel, Platzierungen, Wochen/Monate, Auszeichnungen, Anmerkungen) | Höchstplatzierung, Gesamtwochen/‑monate, AuszeichnungChartplatzierungen (Jahr, Titel, Musiklabel, Platzierungen, Wochen/Monate, Auszeichnungen, Anmerkungen) | Höchstplatzierung, Gesamtwochen/‑monate, AuszeichnungChartplatzierungen (Jahr, Titel, Musiklabel, Platzierungen, Wochen/Monate, Auszeichnungen, Anmerkungen) | Höchstplatzierung, Gesamtwochen/‑monate, AuszeichnungChartplatzierungen (Jahr, Titel, Musiklabel, Platzierungen, Wochen/Monate, Auszeichnungen, Anmerkungen) | Höchstplatzierung, Gesamtwochen/‑monate, AuszeichnungChartplatzierungen (Jahr, Titel, Musiklabel, Platzierungen, Wochen/Monate, Auszeichnungen, Anmerkungen) | Anmerkungen                                                  |
| Jahr | Titel Musiklabel                                                             | DE | AT | CH | UK | US | Anmerkungen                                                  |
| ---- | ---------------------------------------------------------------------------- | --- | --- | --- | --- | --- | ------------------------------------------------------------ |
| 1968 | Picturesque Matchstickable Messages from the Status Quo Pye Records (Ariola) | — | — | — | — | — | Erstveröffentlichung: 27. September 1968                     |
| 1969 | Spare Parts Pye Records (Ariola)                                             | — | — | — | — | — | Erstveröffentlichung: 3. September 1969                      |
| 1970 | Ma Kelly’s Greasy Spoon Pye Records (Ariola)                                 | — | — | — | — | — | Erstveröffentlichung: 17. August 1970                        |
| 1971 | Dog of Two Head Pye Records (Ariola)                                         | — | — | — | — | — | Erstveröffentlichung: 7. November 1971                       |
| 1972 | Piledriver Vertigo Records (Phonogram)                                       | DE31 (2 Mt.)DE | — | — | UK5 (38 Wo.)UK | — | Erstveröffentlichung: 15. Dezember 1972 Verkäufe: + 100.000  |
| 1973 | Hello! Vertigo Records (Phonogram)                                           | DE37 (4 Mt.)DE | — | — | UK1 Gold · (28 Wo.)UK | — | Erstveröffentlichung: 28. September 1973 Verkäufe: + 300.000 |
| 1974 | Quo Vertigo Records (Phonogram)                                              | DE21 (4 Mt.)DE | AT10 (2 Mt.)AT | — | UK2 Gold · (16 Wo.)UK | — | Erstveröffentlichung: 3. Mai 1974 Verkäufe: + 270.000        |
| 1975 | On the Level Vertigo Records (Phonogram)                                     | DE11 (7 Mt.)DE | — | CH— GoldCH | UK1 Gold · (27 Wo.)UK | — | Erstveröffentlichung: 21. Februar 1975 Verkäufe: + 325.000   |
| 1976 | Blue for You Vertigo Records (Phonogram)                                     | DE15 (8 Mt.)DE | — | — | UK1 Gold · (30 Wo.)UK | US148 a (7 Wo.)US | Erstveröffentlichung: 24. März 1976 Verkäufe: + 250.000      |
| 1977 | Rockin’ All Over the World Vertigo Records (Phonogram)                       | DE7 Gold · (6½ Mt.)DE | AT24 (1 Mt.)AT | CH— GoldCH | UK5 Silber (Spectrum) + Gold (Vertigo) · (15 Wo.)UK | — | Erstveröffentlichung: 11. November 1977 Verkäufe: + 535.000  |
| 1978 | If You Can’t Stand the Heat… Vertigo Records (Phonogram)                     | DE11 (27 Wo.)DE | — | CH— GoldCH | UK3 Gold · (14 Wo.)UK | — | Erstveröffentlichung: 27. Oktober 1978 Verkäufe: + 225.000   |
| 1979 | Whatever You Want Vertigo Records (Phonogram)                                | DE9 (29 Wo.)DE | AT16 (2½ Mt.)AT | — | UK3 Gold · (14 Wo.)UK | — | Erstveröffentlichung: 12. Oktober 1979 Verkäufe: + 250.000   |
| 1980 | Just Supposin’ Vertigo Records (Phonogram)                                   | DE14 (27 Wo.)DE | AT6 (5½ Mt.)AT | CH— GoldCH | UK4 Gold · (18 Wo.)UK | — | Erstveröffentlichung: 6. Oktober 1980 Verkäufe: + 275.000    |
| 1981 | Never Too Late Vertigo Records (Phonogram)                                   | DE12 (14 Wo.)DE | AT9 (1½ Mt.)AT | — | UK2 Gold · (13 Wo.)UK | — | Erstveröffentlichung: 13. März 1981 Verkäufe: + 200.000      |
| 1982 | 1+9+8+2 Vertigo Records (Phonogram)                                          | DE29 (9 Wo.)DE | AT16 (1 Mt.)AT | — | UK1 Gold · (20 Wo.)UK | — | Erstveröffentlichung: 16. April 1982 Verkäufe: + 100.000     |
| 1983 | Back to Back Vertigo Records (Phonogram)                                     | DE60 (1 Wo.)DE | — | CH20 (2 Wo.)CH | UK9 Gold · (22 Wo.)UK | — | Erstveröffentlichung: 25. November 1983 Verkäufe: + 100.000  |
| 1986 | In the Army Now Vertigo Records (Phonogram)                                  | DE14 (22 Wo.)DE | AT12 (4 Mt.)AT | CH1 (27 Wo.)CH | UK7 Gold · (23 Wo.)UK | — | Erstveröffentlichung: 26. August 1986 Verkäufe: + 175.000    |
| 1988 | Ain’t Complaining Vertigo Records (Phonogram)                                | DE33 (6 Wo.)DE | AT11 (2½ Mt.)AT | CH5 (9 Wo.)CH | UK12 Gold · (5 Wo.)UK | — | Erstveröffentlichung: 13. Juni 1988 Verkäufe: + 100.000      |
| 1989 | Perfect Remedy Vertigo Records (Phonogram)                                   | — | — | CH26 (1 Wo.)CH | UK49 Silber · (2 Wo.)UK | — | Erstveröffentlichung: 17. November 1989 Verkäufe: + 60.000   |
| 1991 | Rock ’Til You Drop Vertigo Records (Phonogram)                               | — | — | CH18 (4 Wo.)CH | UK10 (7 Wo.)UK | — | Erstveröffentlichung: 21. September 1991                     |
| 1994 | Thirsty Work Polydor (UMG)                                                   | DE87 (4 Wo.)DE | — | CH10 (10 Wo.)CH | UK13 (3 Wo.)UK | — | Erstveröffentlichung: 22. August 1994                        |
| 1996 | Don’t Stop: The 30th Anniversary Album Polydor (UMG)                         | DE42 (14 Wo.)DE | — | CH28 (8 Wo.)CH | UK2 Gold · (12 Wo.)UK | — | Erstveröffentlichung: 5. Februar 1996 Verkäufe: + 100.000    |
| 1999 | Under the Influence Eagle Records (Edel)                                     | DE56 (4 Wo.)DE | — | CH28 (5 Wo.)CH | UK26 (3 Wo.)UK | — | Erstveröffentlichung: 29. März 1999                          |
| 2000 | Famous in the Last Century Mercury Records (UMG)                             | DE46 (4 Wo.)DE | — | CH56 (5 Wo.)CH | UK19 (6 Wo.)UK | — | Erstveröffentlichung: 21. April 2000                         |
| 2002 | Heavy Traffic Mercury Records (UMG)                                          | DE35 (2 Wo.)DE | — | CH21 (7 Wo.)CH | UK15 Silber · (3 Wo.)UK | — | Erstveröffentlichung: 23. September 2002 Verkäufe: + 60.000  |
| 2003 | Riffs Mercury Records (UMG)                                                  | — | — | CH70 (1 Wo.)CH | UK44 Silber · (2 Wo.)UK | — | Erstveröffentlichung: 17. November 2003 Verkäufe: + 60.000   |
| 2005 | The Party Ain’t Over Yet Sanctuary Records (RTD)                             | DE19 (5 Wo.)DE | — | CH21 (5 Wo.)CH | UK18 (3 Wo.)UK | — | Erstveröffentlichung: 19. September 2005                     |
| 2007 | In Search of the Fourth Chord Fourth Chord Records (Edel)                    | DE22 (4 Wo.)DE | — | CH18 (4 Wo.)CH | UK15 (2 Wo.)UK | — | Erstveröffentlichung: 29. Juli 2007                          |
| 2011 | Quid Pro Quo Fourth Chord Records (Edel)                                     | DE13 (7 Wo.)DE | AT26 (3 Wo.)AT | CH8 (16 Wo.)CH | UK10 Silber · (4 Wo.)UK | — | Erstveröffentlichung: 27. Mai 2011 Verkäufe: + 60.000        |
| 2013 | Bula Quo! EarMusic (Edel)                                                    | DE17 (4 Wo.)DE | AT27 (2 Wo.)AT | CH13 (10 Wo.)CH | UK10 Silber · (3 Wo.)UK | — | Erstveröffentlichung: 7. Juni 2013 Verkäufe: + 60.000        |
| 2014 | Aquostic – Stripped Bare EarMusic (Edel)                                     | DE15 (6 Wo.)DE | AT33 (2 Wo.)AT | CH4 (7 Wo.)CH | UK5 Gold · (23 Wo.)UK | — | Erstveröffentlichung: 17. Oktober 2014 Verkäufe: + 100.000   |
| 2016 | Aquostic II – That’s a Fact! EarMusic (Edel)                                 | DE26 (2 Wo.)DE | AT37 (1 Wo.)AT | CH13 (3 Wo.)CH | UK7 (5 Wo.)UK | — | Erstveröffentlichung: 21. Oktober 2016                       |
| 2019 | Backbone EarMusic (Edel)                                                     | DE6 (5 Wo.)DE | AT23 (2 Wo.)AT | CH2 (9 Wo.)CH | UK6 (4 Wo.)UK | — | Erstveröffentlichung: 6. September 2019                      |
| 2024 | Driving to Glory Cherry Red Records (Edel)                                   | — | — | CH12 (2 Wo.)CH | — | — | Erstveröffentlichung: 29. November 2024                      |

grau schraffiert: keine Chartdaten aus diesem Jahr verfügbar

### Livealben
| Jahr | Titel Musiklabel                                                                                 | Höchstplatzierung, Gesamtwochen/‑monate, AuszeichnungChartplatzierungen (Jahr, Titel, Musiklabel, Platzierungen, Wochen/Monate, Auszeichnungen, Anmerkungen) | Höchstplatzierung, Gesamtwochen/‑monate, AuszeichnungChartplatzierungen (Jahr, Titel, Musiklabel, Platzierungen, Wochen/Monate, Auszeichnungen, Anmerkungen) | Höchstplatzierung, Gesamtwochen/‑monate, AuszeichnungChartplatzierungen (Jahr, Titel, Musiklabel, Platzierungen, Wochen/Monate, Auszeichnungen, Anmerkungen) | Höchstplatzierung, Gesamtwochen/‑monate, AuszeichnungChartplatzierungen (Jahr, Titel, Musiklabel, Platzierungen, Wochen/Monate, Auszeichnungen, Anmerkungen) | Höchstplatzierung, Gesamtwochen/‑monate, AuszeichnungChartplatzierungen (Jahr, Titel, Musiklabel, Platzierungen, Wochen/Monate, Auszeichnungen, Anmerkungen) | Anmerkungen                                                 |
| Jahr | Titel Musiklabel                                                                                 | DE | AT | CH | UK | US | Anmerkungen                                                 |
| ---- | ------------------------------------------------------------------------------------------------ | --- | --- | --- | --- | --- | ----------------------------------------------------------- |
| 1977 | Live! Vertigo Records (Phonogram)                                                                | DE3 Gold · (64 Wo.)DE | AT20 (2 Mt.)AT | CH44 b (1 Wo.)CH | UK3 Gold · (14 Wo.)UK | — | Erstveröffentlichung: 17. März 1977 Verkäufe: + 500.000     |
| 1977 | Tokyo Quo Vertigo Records (Nippon)                                                               | — | — | — | — | — | Erstveröffentlichung: 1. Juni 1977                          |
| 1984 | Live at the N. E. C. Vertigo Records (Phonogram)                                                 | — | — | — | UK83 (3 Wo.)UK | — | Erstveröffentlichung: August 1984                           |
| 1992 | Live Alive Quo Polydor (UMG)                                                                     | — | — | — | UK37 (1 Wo.)UK | — | Erstveröffentlichung: 30. November 1992                     |
| 2010 | Live at the BBC Mercury Records (UMG)                                                            | — | — | — | UK*UK | — | Erstveröffentlichung: 22. Oktober 2010 * siehe Videoalbum   |
| 2013 | The Frantic Four Reunion 2013 – Live at Hammersmith Apollo EarMusic (Edel)                       | DE22 (2 Wo.)DE | — | CH79 (1 Wo.)CH | UK37 (1 Wo.)UK | — | Erstveröffentlichung: 27. September 2013 Verkäufe: + 20.000 |
| 2014 | The Frantic Four’s Final Fling – Live at Dublin O² Arena EarMusic (Edel)                         | DE36 (2 Wo.)DE | AT*AT | CH58 (1 Wo.)CH | UK34 (1 Wo.)UK | — | Erstveröffentlichung: 29. August 2014 * siehe Videoalbum    |
| 2015 | Aquostic – Live @ The Roundhouse EarMusic (Edel)                                                 | — | AT51 (1 Wo.)AT | CH33 (4 Wo.)CH | — | — | Erstveröffentlichung: 10. April 2015                        |
| 2017 | The Last Night of the Electrics EarMusic (Edel)                                                  | DE10 (5 Wo.)DE | AT*AT | CH17 (5 Wo.)CH | UK24 (1 Wo.)UK | — | Erstveröffentlichung: 14. Juli 2017 * siehe Videoalbum      |
| 2018 | Down Down & Dirty at Wacken EarMusic (Edel)                                                      | DE23 (2 Wo.)DE | AT*AT | CH15 (2 Wo.)CH | UK*UK | — | Erstveröffentlichung: 16. August 2018 * siehe Videoalbum    |
| 2018 | Down Down & Dignified at the Royal Albert Hall EarMusic (Edel)                                   | DE66 (1 Wo.)DE | — | CH35 (2 Wo.)CH | — | — | Erstveröffentlichung: 17. August 2018                       |
| 2023 | Official Archive Series, Vol. 1 – Live in Amsterdam 2010 EarMusic (Edel)                         | DE60 (1 Wo.)DE | — | CH11 (1 Wo.)CH | — | — | Erstveröffentlichung: 11. August 2023                       |
| 2023 | Official Archive Series, Vol. 2 – Venue O2 Arena, London, UK EarMusic (Edel)                     | DE88 (1 Wo.)DE | — | CH29 (1 Wo.)CH | — | — | Erstveröffentlichung: 1. Dezember 2023                      |
| 2024 | Official Archive Series, Vol. 3 – Westonbirt Arboretum – Sunday, June 22nd, 2008 EarMusic (Edel) | DE92 (1 Wo.)DE | — | — | — | — | Erstveröffentlichung: 12. Juli 2024                         |

grau schraffiert: keine Chartdaten aus diesem Jahr verfügbar

### Kompilationen
| Jahr | Titel Musiklabel | Höchstplatzierung, Gesamtwochen, AuszeichnungChartplatzierungen (Jahr, Titel, Musiklabel, Platzierungen, Wochen, Auszeichnungen, Anmerkungen) | Höchstplatzierung, Gesamtwochen, AuszeichnungChartplatzierungen (Jahr, Titel, Musiklabel, Platzierungen, Wochen, Auszeichnungen, Anmerkungen) | Höchstplatzierung, Gesamtwochen, AuszeichnungChartplatzierungen (Jahr, Titel, Musiklabel, Platzierungen, Wochen, Auszeichnungen, Anmerkungen) | Höchstplatzierung, Gesamtwochen, AuszeichnungChartplatzierungen (Jahr, Titel, Musiklabel, Platzierungen, Wochen, Auszeichnungen, Anmerkungen) | Höchstplatzierung, Gesamtwochen, AuszeichnungChartplatzierungen (Jahr, Titel, Musiklabel, Platzierungen, Wochen, Auszeichnungen, Anmerkungen) | Anmerkungen                                                 |
| Jahr | Titel Musiklabel | DE | AT | CH | UK | US | Anmerkungen                                                 |
| ---- | --- | --- | --- | --- | --- | --- | ----------------------------------------------------------- |
| 1973 | The Best of Status Quo Pye Records (Ariola)                                                                         | — | — | — | UK32 Silber · (7 Wo.)UK | — | Erstveröffentlichung: 9. Januar 1973 Verkäufe: + 60.000     |
| 1975 | The Best of 1972–1974 auch bekannt als: Motive und No Thought for Tomorrow Vertigo Records (Phonogram)              | — | — | — | — | — | Erstveröffentlichung: 1975                                  |
| 1975 | Down the Dustpipe Golden Hour (PYE)                                                                                 | — | — | — | UK20 Silber · (6 Wo.)UK | — | Erstveröffentlichung: Oktober 1975 Verkäufe: + 60.000       |
| 1976 | The Rest of Status Quo Pye Records (Ariola)                                                                         | — | — | — | — | — | Erstveröffentlichung: September 1976                        |
| 1979 | Just for the Record Pye Records (Ariola)                                                                            | — | — | — | — | — | Erstveröffentlichung: Juni 1979                             |
| 1980 | 12 Gold Bars auch bekannt als: Masters of Rock Vertigo Records (Phonogram)                                          | DE19 (15 Wo.)DE | — | — | UK3 Platin · (48 Wo.)UK | — | Erstveröffentlichung: 21. März 1980 Verkäufe: + 300.000     |
| 1981 | Fresh Quota PRT Records (PRT)                                                                                       | — | — | — | UK74 (1 Wo.)UK | — | Erstveröffentlichung: 10. Oktober 1981                      |
| 1984 | 12 Gold Bars, Vol. II Vertigo Records (Phonogram)                                                                   | — | — | — | UK12 Gold · (18 Wo.)UK | — | Erstveröffentlichung: 23. November 1984 Verkäufe: + 100.000 |
| 1987 | Hit Album Polystar (PMG)                                                                                            | DE17 (8 Wo.)DE | — | CH8 (7 Wo.)CH | — | — | Erstveröffentlichung: Februar 1987                          |
| 1987 | Quotations Vol. 1 – The Status Quo Early Years PRT Records (PRT)                                                    | — | — | — | — | — | Erstveröffentlichung: 1987                                  |
| 1987 | Quotations Vol. 2 – The Flipsides, Alternatives & Oddities PRT Records (PRT)                                        | — | — | — | — | — | Erstveröffentlichung: 1987                                  |
| 1990 | Rocking All Over the Years Vertigo Records (Phonogram)                                                              | DE46 (10 Wo.)DE | AT14 (10 Wo.)AT | CH12 Gold · (22 Wo.)CH | UK2 ×2Doppelplatin · (25 Wo.)UK | — | Erstveröffentlichung: 23. Oktober 1990 Verkäufe: + 775.000  |
| 1997 | Whatever You Want – The Very Best Of Mercury Records (Polygram)                                                     | DE13 (13 Wo.)DE | — | CH18 (8 Wo.)CH | UK13 Gold · (10 Wo.)UK | — | Erstveröffentlichung: 13. Oktober 1997 Verkäufe: + 100.000  |
| 1999 | The Essential, Vol. 1 Spectrum Records (UMG)                                                                        | — | — | — | UK— GoldUK | — | Erstveröffentlichung: 22. März 1999 Verkäufe: + 100.000     |
| 1999 | The Essential, Vol. 2 Spectrum Records (UMG)                                                                        | — | — | — | — | — | Erstveröffentlichung: 2. August 1999                        |
| 2000 | The Essential, Vol. 3 Spectrum Records (UMG)                                                                        | — | — | — | — | — | Erstveröffentlichung: 17. Juli 2000                         |
| 2004 | XS All Areas – The Greatest Hits Universal TV (UMG)                                                                 | DE84 (1 Wo.)DE | — | — | UK16 Gold · (6 Wo.)UK | — | Erstveröffentlichung: 1. Oktober 2004 Verkäufe: + 100.000   |
| 2008 | Pictures – 40 Years of Hits Mercury Records (UMG)                                                                   | — | — | — | UK8 Gold · (9 Wo.)UK | — | Erstveröffentlichung: 31. Oktober 2008 Verkäufe: + 100.000  |
| 2009 | Pictures: Live at Montreux 2009 auch bekannt als: Pictures: The Essential Collection Eagle Rock Entertainment (ERE) | — | — | CH*CH | UK98 Gold · (1 Wo.)UK | — | Erstveröffentlichung: 12. Oktober 2009 * siehe Videoalbum   |
| 2012 | Die größten Erfolge EarMusic (Edel)                                                                                 | — | — | CH95 (1 Wo.)CH | — | — | Erstveröffentlichung: 17. Februar 2012                      |
| 2012 | Rockin’ All Over the World – Collection Spectrum Records (UMG)                                                      | — | — | — | UK— GoldUK | — | Erstveröffentlichung: 6. Juli 2012 Verkäufe: + 100.000      |
| 2016 | Whatever You Want – The Essential Status Quo UMC Records (UMG)                                                      | — | — | — | UK90 (2 Wo.)UK | — | Erstveröffentlichung: 25. November 2016                     |
| 2017 | Keep ’Em Coming! The Collection Music Club Deluxe (MCD)                                                             | — | — | — | UK70 (1 Wo.)UK | — | Erstveröffentlichung: 17. Februar 2017                      |
| 2022 | Quo’ing In – The Best of the Noughties EarMusic (Edel)                                                              | DE35 (1 Wo.)DE | — | CH15 (2 Wo.)CH | UK80 (1 Wo.)UK | — | Erstveröffentlichung: 16. September 2022                    |

grau schraffiert: keine Chartdaten aus diesem Jahr verfügbar

### EPs
| Jahr | Titel Musiklabel                             | Anmerkungen                       |
| ---- | -------------------------------------------- | --------------------------------- |
| 1975 | Status Quo Live! Vertigo Records (Phonogram) | Erstveröffentlichung: 9. Mai 1975 |

## Singles

### Als Leadmusiker
| Jahr             | Titel Album                                                                        | Höchstplatzierung, Gesamtwochen/‑monate, AuszeichnungChartplatzierungen (Jahr, Titel, Album, Platzierungen, Wochen/Monate, Auszeichnungen, Anmerkungen) | Höchstplatzierung, Gesamtwochen/‑monate, AuszeichnungChartplatzierungen (Jahr, Titel, Album, Platzierungen, Wochen/Monate, Auszeichnungen, Anmerkungen) | Höchstplatzierung, Gesamtwochen/‑monate, AuszeichnungChartplatzierungen (Jahr, Titel, Album, Platzierungen, Wochen/Monate, Auszeichnungen, Anmerkungen) | Höchstplatzierung, Gesamtwochen/‑monate, AuszeichnungChartplatzierungen (Jahr, Titel, Album, Platzierungen, Wochen/Monate, Auszeichnungen, Anmerkungen) | Höchstplatzierung, Gesamtwochen/‑monate, AuszeichnungChartplatzierungen (Jahr, Titel, Album, Platzierungen, Wochen/Monate, Auszeichnungen, Anmerkungen) | Anmerkungen                                                                                                  |
| Jahr             | Titel Album                                                                        | DE | AT | CH | UK | US | Anmerkungen                                                                                                  |
| ---------------- | ---------------------------------------------------------------------------------- | --- | --- | --- | --- | --- | --- |
| als The Spectres |                                                                                    | | | | | | |
|                  |                                                                                    | | | | | | |
| 1966             | I (Who Have Nothing) Quotations Vol. 1 – The Status Quo Early Years                | — | — | — | — | — | Erstveröffentlichung: 9. September 1966 Original: Joe Sentieri – Uno dei tanti                               |
| 1966             | Hurdy Gurdy Man Quotations Vol. 1 – The Status Quo Early Years                     | — | — | — | — | — | Erstveröffentlichung: 18. November 1966                                                                      |
| 1967             | (We Ain’t Got) Nothin’ Yet Quotations Vol. 1 – The Status Quo Early Years          | — | — | — | — | — | Erstveröffentlichung: 10. Februar 1967 Original: The Blues Magoos                                            |
| als Traffic Jam  |                                                                                    | | | | | | |
|                  |                                                                                    | | | | | | |
| 1967             | Almost but Not Quite There Quotations Vol. 1 – The Status Quo Early Years          | — | — | — | — | — | Erstveröffentlichung: 16. Juni 1967                                                                          |
| als Status Quo   |                                                                                    | | | | | | |
|                  |                                                                                    | | | | | | |
| 1968             | Pictures of Matchstick Men Picturesque Matchstickable Messages from the Status Quo | DE7 (1 Mt.)DE | AT18 (1 Mt.)AT | CH5 (11 Wo.)CH | UK7 (12 Wo.)UK | US12 (17 Wo.)US | Erstveröffentlichung: 5. Januar 1968                                                                         |
| 1968             | Black Veils of Melancholy Picturesque Matchstickable Messages from the Status Quo  | DE36 (½ Mt.)DE | — | — | — | — | Erstveröffentlichung: 29. März 1968                                                                          |
| 1968             | Ice in the Sun Picturesque Matchstickable Messages from the Status Quo             | DE17 (1 Mt.)DE | — | — | UK8 (12 Wo.)UK | US70 (3 Wo.)US | Erstveröffentlichung: 26. Juli 1968                                                                          |
| 1968             | Technicolor Dreams Picturesque Matchstickable Messages from the Status Quo         | — | — | — | — | — | Erstveröffentlichung: 17. November 1968                                                                      |
| 1969             | Are You Growing Tired of My Love Spare Parts                                       | — | — | — | UK46 (3 Wo.)UK | — | Erstveröffentlichung: 25. April 1969                                                                         |
| 1969             | The Price of Love Spare Parts (Deluxe Edition 2009)                                | — | — | — | — | — | Erstveröffentlichung: 26. September 1969 Original: The Everly Brothers                                       |
| 1970             | Down the Dustpipe The Best of Status Quo                                           | — | — | — | UK12 (17 Wo.)UK | — | Erstveröffentlichung: 6. März 1970                                                                           |
| 1970             | In My Chair The Best of Status Quo                                                 | DE38 (1 Wo.)DE | — | — | UK21 (14 Wo.)UK | — | Erstveröffentlichung: 23. Oktober 1970                                                                       |
| 1971             | Tune to the Music The Best of Status Quo                                           | — | — | — | — | — | Erstveröffentlichung: 18. Juni 1971                                                                          |
| 1971             | Spinning Wheel Blues Ma Kelly’s Greasy Spoon                                       | — | — | — | — | — | Erstveröffentlichung: 17. September 1971                                                                     |
| 1972             | Railroad Dog of Two Head                                                           | — | — | — | — | — | Erstveröffentlichung: 3. Februar 1972                                                                        |
| 1972             | Paper Plane Piledriver                                                             | DE42 (3 Wo.)DE | — | — | UK8 (11 Wo.)UK | — | Erstveröffentlichung: 10. November 1972                                                                      |
| 1973             | Mean Girl Dog of Two Head                                                          | DE40 (1 Wo.)DE | — | — | UK20 (11 Wo.)UK | — | Erstveröffentlichung: 22. Februar 1973                                                                       |
| 1973             | Gerdundula Dog of Two Head                                                         | — | — | — | — | — | Erstveröffentlichung: 5. Mai 1973                                                                            |
| 1973             | Caroline Hello!                                                                    | DE36 (3 Wo.)DE | — | — | UK5 Silber · (13 Wo.)UK | — | Erstveröffentlichung: 31. August 1973 Verkäufe: + 250.000                                                    |
| 1974             | Break the Rules Quo                                                                | DE18 (7 Wo.)DE | — | — | UK8 (8 Wo.)UK | — | Erstveröffentlichung: 26. April 1974                                                                         |
| 1974             | Just Take Me Quo                                                                   | — | — | — | — | — | Erstveröffentlichung: 7. Juni 1974                                                                           |
| 1974             | Down, Down auch bekannt als: Get Down On the Level                                 | DE7 (24 Wo.)DE | AT14 (1 Mt.)AT | CH2 (15 Wo.)CH | UK1 Silber · (11 Wo.)UK | — | Erstveröffentlichung: 29. November 1974 Verkäufe: + 250.000                                                  |
| 1975             | Roll Over Lay Down (Live) Status Quo Live!                                         | DE15 (14 Wo.)DE | — | — | UK9 (8 Wo.)UK | — | Erstveröffentlichung: 9. Mai 1975                                                                            |
| 1976             | Rain Blue for You                                                                  | DE27 (9 Wo.)DE | — | CH8 (8 Wo.)CH | UK7 (7 Wo.)UK | — | Erstveröffentlichung: 6. Februar 1976                                                                        |
| 1976             | Mystery Song Blue for You                                                          | DE38 (5 Wo.)DE | — | — | UK11 (9 Wo.)UK | — | Erstveröffentlichung: 30. Juni 1976                                                                          |
| 1976             | Wild Side of Life –                                                                | DE15 (15 Wo.)DE | — | — | UK9 Silber · (12 Wo.)UK | — | Erstveröffentlichung: 30. November 1976 Verkäufe: + 250.000 Original: Hank Thompson & His Brazos Valley Boys |
| 1977             | Rockin’ All Over the World                                                         | DE7 (28 Wo.)DE | AT22 (1 Mt.)AT | CH3 (12 Wo.)CH | UK3 Platin · (16 Wo.)UK | — | Erstveröffentlichung: 30. September 1977 Verkäufe: + 600.000; Original: John Fogerty                         |
| 1977             | Rockers Rollin’ Rockin’ All Over the World                                         | DE30 (7 Wo.)DE | — | — | — | — | Erstveröffentlichung: 30. Dezember 1977                                                                      |
| 1978             | Hold You Back Rockin’ All Over the World                                           | — | — | — | — | — | Erstveröffentlichung: 3. Februar 1978                                                                        |
| 1978             | Again and Again If You Can’t Stand the Heat…                                       | DE18 (11 Wo.)DE | — | CH8 (6 Wo.)CH | UK13 (9 Wo.)UK | — | Erstveröffentlichung: 25. August 1978                                                                        |
| 1978             | Accident Prone If You Can’t Stand the Heat…                                        | DE19 (14 Wo.)DE | — | — | UK36 (8 Wo.)UK | — | Erstveröffentlichung: 17. November 1978                                                                      |
| 1979             | Like a Good Girl If You Can’t Stand the Heat…                                      | — | — | — | — | — | Erstveröffentlichung: 31. Januar 1979                                                                        |
| 1979             | Whatever You Want                                                                  | DE12 (24 Wo.)DE | AT11 (3 Mt.)AT | — | UK4 Silber · (9 Wo.)UK | — | Erstveröffentlichung: 14. September 1979 Verkäufe: + 280.000                                                 |
| 1979             | Living on an Island / Runaway Whatever You Want                                    | DE38 (15 Wo.)DE | — | — | UK16 (10 Wo.)UK | — | Erstveröffentlichung: 16. November 1979                                                                      |
| 1980             | What You’re Proposing Just Supposin’                                               | DE3 (22 Wo.)DE | AT4 (4 Mt.)AT | CH2 (13 Wo.)CH | UK2 Silber · (11 Wo.)UK | — | Erstveröffentlichung: 3. Oktober 1980 Verkäufe: + 250.000                                                    |
| 1980             | Lies Just Supposin’                                                                | DE38 (14 Wo.)DE | AT9 (2 Mt.)AT | — | UK11 Silber · (10 Wo.)UK | — | Erstveröffentlichung: 28. November 1980 Verkäufe: + 250.000                                                  |
| 1981             | Something ’Bout You Baby I Like Never Too Late                                     | DE49 (10 Wo.)DE | — | CH10 (5 Wo.)CH | UK9 (7 Wo.)UK | — | Erstveröffentlichung: 20. Februar 1981 Original: Richard Supa                                                |
| 1981             | Never Too Late                                                                     | — | — | — | — | — | Erstveröffentlichung: 31. Mai 1981                                                                           |
| 1981             | Rock ’n’ Roll Just Supposin’                                                       | — | — | — | UK8 Silber · (11 Wo.)UK | — | Erstveröffentlichung: 20. November 1981 Verkäufe: + 250.000                                                  |
| 1982             | Dear John 1+9+8+2                                                                  | — | — | — | UK10 (8 Wo.)UK | — | Erstveröffentlichung: 19. März 1982                                                                          |
| 1982             | She Don’t Fool Me 1+9+8+2                                                          | — | — | — | UK36 (5 Wo.)UK | — | Erstveröffentlichung: 4. Juni 1982                                                                           |
| 1982             | Young Pretender 1+9+8+2                                                            | — | — | — | — | — | Erstveröffentlichung: 17. Juli 1982                                                                          |
| 1982             | Jealousy 1+9+8+2                                                                   | — | — | — | — | — | Erstveröffentlichung: 30. August 1982                                                                        |
| 1982             | Caroline (Live) Live at the N. E. C.                                               | — | — | — | UK13 (8 Wo.)UK | — | Erstveröffentlichung: 22. Oktober 1982                                                                       |
| 1983             | Ol’ Rag Blues Back to Back                                                         | DE47 (7 Wo.)DE | — | CH17 (5 Wo.)CH | UK9 (8 Wo.)UK | — | Erstveröffentlichung: 30. August 1983                                                                        |
| 1983             | A Mess of Blues Back to Back                                                       | — | — | — | UK15 (6 Wo.)UK | — | Erstveröffentlichung: 28. Oktober 1983 Original: Elvis Presley                                               |
| 1983             | Marguerita Time Back to Back                                                       | DE52 (4 Wo.)DE | — | CH23 (5 Wo.)CH | UK3 Silber · (11 Wo.)UK | — | Erstveröffentlichung: 28. November 1983 Verkäufe: + 250.000                                                  |
| 1984             | Going Down Town Tonight Back to Back                                               | — | — | — | UK20 (6 Wo.)UK | — | Erstveröffentlichung: 11. Mai 1984                                                                           |
| 1984             | The Wanderer 12 Gold Bars, Vol. II                                                 | — | — | CH10 (8 Wo.)CH | UK7 (11 Wo.)UK | — | Erstveröffentlichung: 19. Oktober 1984 Original: Dion DiMucci                                                |
| 1986             | Rollin’ Home In the Army Now                                                       | — | — | CH10 (9 Wo.)CH | UK9 (6 Wo.)UK | — | Erstveröffentlichung: 9. Mai 1986                                                                            |
| 1986             | Red Sky In the Army Now                                                            | — | — | CH29 (1 Wo.)CH | UK19 (8 Wo.)UK | — | Erstveröffentlichung: 18. Juli 1986                                                                          |
| 1986             | In the Army Now                                                                    | DE1 (19 Wo.)DE | AT1 (4 Mt.)AT | CH1 (14 Wo.)CH | UK2 Silber · (14 Wo.)UK | — | Erstveröffentlichung: 22. September 1986 Verkäufe: + 750.000; Original: Bolland                              |
| 1986             | Dreamin’ In the Army Now                                                           | DE20 (9 Wo.)DE | — | CH17 (5 Wo.)CH | UK15 (8 Wo.)UK | — | Erstveröffentlichung: 28. November 1986                                                                      |
| 1988             | Ain’t Complaining                                                                  | DE39 (11 Wo.)DE | AT5 (3 Mt.)AT | CH21 (2 Wo.)CH | UK19 (6 Wo.)UK | — | Erstveröffentlichung: 14. März 1988                                                                          |
| 1988             | Who Gets the Love Ain’t Complaining                                                | — | — | — | UK34 (4 Wo.)UK | — | Erstveröffentlichung: 9. Mai 1988                                                                            |
| 1988             | Running All Over the World –                                                       | DE48 (6 Wo.)DE | — | — | UK17 (6 Wo.)UK | — | Erstveröffentlichung: 8. August 1986 Original: Rockin’ All Over the World                                    |
| 1988             | Burning Bridges (On and Off and On Again) Ain’t Complaining                        | — | — | — | UK5 Silber · (10 Wo.)UK | — | Erstveröffentlichung: 21. November 1988 Verkäufe: + 250.000                                                  |
| 1989             | Not at All Perfect Remedy                                                          | — | — | — | UK50 (2 Wo.)UK | — | Erstveröffentlichung: 16. Oktober 1989                                                                       |
| 1989             | Little Dreamer Perfect Remedy                                                      | — | — | — | UK76 (2 Wo.)UK | — | Erstveröffentlichung: 27. November 1989                                                                      |
| 1990             | The Anniversary Waltz – Part 1 Rocking All Over the Years                          | DE17 (12 Wo.)DE | AT9 (12 Wo.)AT | CH12 (13 Wo.)CH | UK2 Silber · (12 Wo.)UK | — | Erstveröffentlichung: 17. September 1990 Verkäufe: + 200.000                                                 |
| 1990             | The Anniversary Waltz – Part 2 Whatever You Want – The Very Best Of                | — | — | — | UK16 (7 Wo.)UK | — | Erstveröffentlichung: 3. Dezember 1990                                                                       |
| 1991             | Can’t Give You More Rock ’Til You Drop                                             | — | — | — | UK37 (3 Wo.)UK | — | Erstveröffentlichung: 27. August 1991                                                                        |
| 1992             | Rock ’Til You Drop                                                                 | — | — | — | UK38 (3 Wo.)UK | — | Erstveröffentlichung: 6. Januar 1992                                                                         |
| 1992             | Roadhouse Medley Live Alive Quo                                                    | — | — | — | UK21 (4 Wo.)UK | — | Erstveröffentlichung: 28. September 1992                                                                     |
| 1994             | I Didn’t Mean It Thirsty Work                                                      | — | — | — | UK21 (4 Wo.)UK | — | Erstveröffentlichung: 25. Juli 1994                                                                          |
| 1994             | Sherri, Don’t Fail Me Now Thirsty Work                                             | — | — | — | UK38 (2 Wo.)UK | — | Erstveröffentlichung: 11. Oktober 1994                                                                       |
| 1994             | Restless Thirsty Work                                                              | — | — | — | UK39 (2 Wo.)UK | — | Erstveröffentlichung: 21. November 1994 Original: Jennifer Warnes                                            |
| 1995             | When You Walk in the Room Don’t Stop                                               | — | — | — | UK34 (2 Wo.)UK | — | Erstveröffentlichung: 23. Oktober 1995 Original: Jackie DeShannon                                            |
| 1996             | Fun, Fun, Fun Don’t Stop                                                           | DE81 (10 Wo.)DE | — | — | UK24 (5 Wo.)UK | — | Erstveröffentlichung: 19. Februar 1996 mit The Beach Boys                                                    |
| 1996             | Don’t Stop                                                                         | — | — | — | UK35 (2 Wo.)UK | — | Erstveröffentlichung: 1. April 1996 Original: Fleetwood Mac                                                  |
| 1996             | All Around My Hat Don’t Stop                                                       | — | — | — | UK47 (2 Wo.)UK | — | Erstveröffentlichung: 28. Oktober 1996 mit Maddy Prior; Original: Traditional                                |
| 1999             | The Way It Goes Under the Influence                                                | — | — | — | UK39 (2 Wo.)UK | — | Erstveröffentlichung: 8. März 1999                                                                           |
| 1999             | Little White Lies Under the Influence                                              | — | — | — | UK47 (2 Wo.)UK | — | Erstveröffentlichung: 31. Mai 1999                                                                           |
| 1999             | Twenty Wild Horses Under the Influence                                             | — | — | — | UK53 (1 Wo.)UK | — | Erstveröffentlichung: 20. September 1999                                                                     |
| 2000             | Mony Mony Famous in the Last Century                                               | — | — | — | UK50 (3 Wo.)UK | — | Erstveröffentlichung: 1. Mai 2000 Original: Tommy James & the Shondells                                      |
| 2000             | Old Time Rock and Roll Famous in the Last Century                                  | — | — | — | UK78 (1 Wo.)UK | — | Erstveröffentlichung: 2. Oktober 2000                                                                        |
| 2002             | Jam Side Down Heavy Traffic                                                        | — | — | — | UK17 (3 Wo.)UK | — | Erstveröffentlichung: August 2002                                                                            |
| 2002             | All Stand Up (Never Say Never) Heavy Traffic                                       | — | — | — | UK51 (1 Wo.)UK | — | Erstveröffentlichung: 28. Oktober 2002                                                                       |
| 2004             | You’ll Come ’Round XS All Areas – The Greatest Hits                                | — | — | — | UK14 (3 Wo.)UK | — | Erstveröffentlichung: 13. September 2004                                                                     |
| 2004             | Thinking of You XS All Areas – The Greatest Hits                                   | — | — | — | UK21 (3 Wo.)UK | — | Erstveröffentlichung: 22. November 2004                                                                      |
| 2005             | The Party Ain’t Over Yet                                                           | DE90 (1 Wo.)DE | — | — | UK11 (3 Wo.)UK | — | Erstveröffentlichung: 12. September 2005 Original: Patty Loveless                                            |
| 2005             | All That Counts Is Love The Party Ain't Over Yet                                   | — | — | — | UK29 (2 Wo.)UK | — | Erstveröffentlichung: 31. Oktober 2005                                                                       |
| 2007             | Beginning of the End In Search of the Fourth Chord                                 | — | — | — | UK48 (1 Wo.)UK | — | Erstveröffentlichung: August 2007                                                                            |
| 2008             | It’s Christmas Time Pictures: 40 Years of Hits                                     | — | — | — | UK40 (2 Wo.)UK | — | Erstveröffentlichung: 8. Dezember 2008                                                                       |
| 2010             | In the Army Now (2010) Quid Pro Quo                                                | — | — | — | UK31 (3 Wo.)UK | — | Erstveröffentlichung: 26. September 2010 mit Corps of Army Choir                                             |
| 2014             | And It’s Better Now (2014) Aquostic – Stripped Bare                                | — | — | — | — | — | Erstveröffentlichung: 17. Oktober 2014                                                                       |
| 2016             | That’s a Fact (2016) Aquostic II – That’s a Fact!                                  | — | — | — | — | — | Erstveröffentlichung: 17. Oktober 2016                                                                       |
| 2019             | Backbone                                                                           | — | — | — | — | — | Erstveröffentlichung: 12. Juli 2019                                                                          |
| 2019             | Liberty Lane Backbone                                                              | — | — | — | — | — | Erstveröffentlichung: 9. August 2019                                                                         |
| 2019             | Crazy Backbone (Deluxe Edition)                                                    | — | — | — | — | — | Erstveröffentlichung: 6. September 2019                                                                      |
| 2020             | Face the Music Backbone (Deluxe Edition)                                           | — | — | — | — | — | Erstveröffentlichung: 2. Oktober 2020                                                                        |

grau schraffiert: keine Chartdaten aus diesem Jahr verfügbar

### Als Gastmusiker
| Jahr | Titel Album                                                                       | Höchstplatzierung, Gesamtwochen, AuszeichnungChartplatzierungen (Jahr, Titel, Album, Platzierungen, Wochen, Auszeichnungen, Anmerkungen) | Höchstplatzierung, Gesamtwochen, AuszeichnungChartplatzierungen (Jahr, Titel, Album, Platzierungen, Wochen, Auszeichnungen, Anmerkungen) | Höchstplatzierung, Gesamtwochen, AuszeichnungChartplatzierungen (Jahr, Titel, Album, Platzierungen, Wochen, Auszeichnungen, Anmerkungen) | Höchstplatzierung, Gesamtwochen, AuszeichnungChartplatzierungen (Jahr, Titel, Album, Platzierungen, Wochen, Auszeichnungen, Anmerkungen) | Höchstplatzierung, Gesamtwochen, AuszeichnungChartplatzierungen (Jahr, Titel, Album, Platzierungen, Wochen, Auszeichnungen, Anmerkungen) | Anmerkungen                                                                                             |
| Jahr | Titel Album                                                                       | DE | AT | CH | UK | US | Anmerkungen                                                                                             |
| ---- | --------------------------------------------------------------------------------- | --- | --- | --- | --- | --- | --- |
| 1994 | Come on You Reds –                                                                | — | — | — | UK1 Silber · (15 Wo.)UK | — | Erstveröffentlichung: 18. April 1994 Verkäufe: 200.000; mit Manchester United Original: Burning Bridges |
| 2008 | Jump That Rock (Whatever You Want) Jumping All Over the World – Whatever You Want | DE11 (9 Wo.)DE | AT19 (10 Wo.)AT | CH79 (5 Wo.)CH | UK57 (2 Wo.)UK | — | Erstveröffentlichung: 26. September 2008 Scooter vs. Status Quo                                         |

## Videoalben und Musikvideos

### Videoalben
| Jahr | Titel Musiklabel | Höchstplatzierung, Gesamtwochen, AuszeichnungChartplatzierungen (Jahr, Titel, Musiklabel, Platzierungen, Wochen, Auszeichnungen, Anmerkungen) | Höchstplatzierung, Gesamtwochen, AuszeichnungChartplatzierungen (Jahr, Titel, Musiklabel, Platzierungen, Wochen, Auszeichnungen, Anmerkungen) | Höchstplatzierung, Gesamtwochen, AuszeichnungChartplatzierungen (Jahr, Titel, Musiklabel, Platzierungen, Wochen, Auszeichnungen, Anmerkungen) | Höchstplatzierung, Gesamtwochen, AuszeichnungChartplatzierungen (Jahr, Titel, Musiklabel, Platzierungen, Wochen, Auszeichnungen, Anmerkungen) | Höchstplatzierung, Gesamtwochen, AuszeichnungChartplatzierungen (Jahr, Titel, Musiklabel, Platzierungen, Wochen, Auszeichnungen, Anmerkungen) | Anmerkungen                                                                      |
| Jahr | Titel Musiklabel | DE | AT | CH | UK | US | Anmerkungen                                                                      |
| ---- | --- | --- | --- | --- | --- | --- | -------------------------------------------------------------------------------- |
| 1980 | Off the Road VCL Communications (VCL)                                                                                     | — | — | — | — | — | Erstveröffentlichung: 1980                                                       |
| 1983 | Live at the N. E. C. Spectrum Records (Polygram)                                                                          | — | — | — | UK*UK | — | Erstveröffentlichung: September 1983 * siehe Livealbum                           |
| 1984 | End of the Road ’84 Videoform (Heron)                                                                                     | — | — | — | — | — | Erstveröffentlichung: November 1984                                              |
| 1985 | More from the Road ’84 Videoform (Heron)                                                                                  | — | — | — | — | — | Erstveröffentlichung: Februar 1985                                               |
| 1985 | Preserved Videoform (Heron)                                                                                               | — | — | — | — | — | Erstveröffentlichung: November 1985                                              |
| 1986 | Rocking Through the Years Polygram (Polygram)                                                                             | — | — | — | UK18 (2 Wo.)UK | — | Erstveröffentlichung: Dezember 1986                                              |
| 1990 | Rocking All Over the Years Polygram (Polygram)                                                                            | DE*DE | AT*AT | CH*CH | UK*UK | — | Erstveröffentlichung: 25. November 1990 * siehe Kompilation                      |
| 1991 | Anniversary Waltz – A Celebration of 25 Rockin’ Years auch bekannt als: A Rockin’ Anniversary Castle Music Pictures (CMP) | — | — | — | UK20 (8 Wo.)UK | — | Erstveröffentlichung: Februar 1991                                               |
| 1991 | Rock ’til You Drop – The Live Event Polygram (Polygram)                                                                   | — | — | CH*CH | UK*UK | — | Erstveröffentlichung: Oktober 1991 * siehe Studioalbum                           |
| 1991 | Knebworth ’90 – Top Stars Live on Stage Castle Music Pictures (CMP)                                                       | — | — | — | — | — | Erstveröffentlichung: Dezember 1991                                              |
| 1992 | Live Alive Quo Polygram (Polygram)                                                                                        | — | — | — | UK*UK | — | Erstveröffentlichung: Dezember 1992 * siehe Livealbum                            |
| 1996 | Don’t Stop: 30th Anniversary Live Video Polygram (Polygram)                                                               | DE*DE | — | CH*CH | UK2 (16 Wo.)UK | — | Erstveröffentlichung: Februar 1996 * siehe Kompilation                           |
| 2000 | Famous in the Last Century Eagle Rock Entertainment (ERE)                                                                 | DE*DE | — | CH*CH | UK29 (6 Wo.)UK | — | Erstveröffentlichung: Oktober 2000 * siehe Studioalbum                           |
| 2004 | XS All Areas – The Greatest Hits Universal TV (UMG)                                                                       | DE*DE | — | — | UK2 Platin · (37 Wo.)UK | — | Erstveröffentlichung: 1. Oktober 2004 Verkäufe: + 50.000; * siehe Kompilation    |
| 2005 | The Party Ain’t Over Yet Sanctuary Records (RTD)                                                                          | DE*DE | — | CH*CH | UK3 Gold · (13 Wo.)UK | — | Erstveröffentlichung: 19. September 2005 Verkäufe: + 25.000; * siehe Studioalbum |
| 2006 | Just Doin’ It! – Live Warner Music (WMG)                                                                                  | — | — | — | UK4 Gold · (11 Wo.)UK | — | Erstveröffentlichung: 11. September 2006 Verkäufe: + 32.500                      |
| 2006 | The One and Only Universal TV (UMG)                                                                                       | — | — | — | UK5 (9 Wo.)UK | — | Erstveröffentlichung: 12. September 2006                                         |
| 2009 | Pictures: Live at Montreux 2009 Eagle Rock Entertainment (ERE)                                                            | — | — | CH2 (3 Wo.)CH | UK2 (80 Wo.)UK | — | Erstveröffentlichung: 12. Oktober 2009                                           |
| 2010 | Live at the BBC Mercury Records (UMG)                                                                                     | — | — | — | UK12 (4 Wo.)UK | — | Erstveröffentlichung: 29. Oktober 2010                                           |
| 2012 | Hello Quo! Anchor Bay Entertainment (ABD)                                                                                 | — | — | — | UK2 (45 Wo.)UK | — | Erstveröffentlichung: 29. Oktober 2012                                           |
| 2013 | The Frantic Four Reunion 2013 – Live at Hammersmith Apollo EarMusic (Edel)                                                | DE*DE | — | CH5 (3 Wo.)CH | UK*UK | — | Erstveröffentlichung: 27. September 2013 * siehe Livealbum                       |
| 2014 | The Frantic Four’s Final Fling – Live at Dublin O² Arena EarMusic (Edel)                                                  | DE*DE | AT4 (1 Wo.)AT | CH2 (5 Wo.)CH | — | — | Erstveröffentlichung: 29. August 2014 * siehe Livealbum                          |
| 2015 | Aquostic – Live @ The Roundhouse EarMusic (Edel)                                                                          | — | AT1 (2 Wo.)AT | CH4 (5 Wo.)CH | UK1 (62 Wo.)UK | — | Erstveröffentlichung: 10. April 2015                                             |
| 2015 | Accept No Substitute – The Definitive Universal TV (UMG)                                                                  | — | — | — | — | — | Erstveröffentlichung: 20. November 2015                                          |
| 2017 | The Last Night of the Electrics EarMusic (Edel)                                                                           | DE*DE | AT2 (2 Wo.)AT | CH1 (6 Wo.)CH | UK*UK | — | Erstveröffentlichung: 14. Juli 2017 * siehe Livealbum                            |
| 2018 | Down Down & Dirty at Wacken EarMusic (Edel)                                                                               | DE*DE | AT1 (4 Wo.)AT | CH1 (3 Wo.)CH | UK1 (20 Wo.)UK | — | Erstveröffentlichung: 16. August 2018 * siehe Livealbum                          |

grau schraffiert: keine Chartdaten aus diesem Jahr verfügbar

### Musikvideos
| Jahr | Titel                                                 | Regie                   |
| ---- | ----------------------------------------------------- | ----------------------- |
| 1968 | Technicolour Dreams                                   |                         |
| 1973 | Caroline                                              |                         |
| 1976 | Mystery Song                                          |                         |
| 1977 | Rockin’ All over the World                            |                         |
| 1977 | Rockers Rollin’                                       |                         |
| 1978 | Let Me Fly                                            |                         |
| 1978 | Someone Show Me Home                                  |                         |
| 1978 | Accident Prone                                        |                         |
| 1978 | Again and Again                                       |                         |
| 1979 | Living on an Island                                   |                         |
| 1980 | What You’re Proposing                                 |                         |
| 1980 | Don’t Drive My Car                                    |                         |
| 1981 | Something ’Bout You Baby I Like                       | Lol Creme, Kevin Godley |
| 1981 | Rock ‘n’ Roll                                         |                         |
| 1982 | Dear John                                             |                         |
| 1983 | Ol’ Rag Blues                                         |                         |
| 1983 | A Mess of Blues                                       | Nigel Dick              |
| 1983 | Marguerita Time                                       | Nigel Dick              |
| 1984 | The Wanderer                                          | Sebastian Harris        |
| 1984 | Going Down Town Tonight                               |                         |
| 1986 | Rollin’ Home                                          |                         |
| 1986 | In the Army Now                                       |                         |
| 1986 | Dreamin’                                              |                         |
| 1986 | Ain’t Complaining                                     | Terence Bulley          |
| 1988 | Who Gets the Love?                                    | Mike Brady              |
| 1988 | Running All Over the World                            |                         |
| 1988 | Burning Bridges                                       |                         |
| 1989 | Not at All                                            |                         |
| 1989 | Little Dreamer                                        |                         |
| 1991 | Can’t Give You More                                   |                         |
| 1992 | Rock ’til You Drop                                    |                         |
| 1994 | Restless                                              |                         |
| 1994 | Sherri, Don’t Fail Me Now!                            |                         |
| 1994 | I Didn’t Mean It                                      |                         |
| 1995 | When You Walk in the Room                             |                         |
| 1996 | All Around My Hat                                     |                         |
| 1996 | Fun, Fun, Fun                                         |                         |
| 1999 | The Way It Goes                                       |                         |
| 2002 | Jam Side Down                                         |                         |
| 2004 | You’ll Come ’Round                                    |                         |
| 2004 | Thinking of You                                       |                         |
| 2005 | The Party Ain’t Over Yet                              |                         |
| 2005 | All That Counts Is Love                               |                         |
| 2007 | Beginning of the End                                  |                         |
| 2008 | Jump That Rock (Whatever You Want)                    | Marc Schölermann        |
| 2008 | It’s Christmas Time                                   |                         |
| 2010 | In the Army Now (2010)                                |                         |
| 2011 | Rock ‘n’ Roll ‘n’ You                                 |                         |
| 2011 | Two Way Traffic                                       |                         |
| 2012 | Down Down (Prices Are Down)                           |                         |
| 2013 | Bula Bula Quo                                         |                         |
| 2013 | Looking Out for Caroline                              |                         |
| 2013 | GoGoGo                                                |                         |
| 2014 | Rockin’ All Over the World – Aquostic (Stripped Bare) |                         |

## Boxsets
| Jahr | Titel Musiklabel                                            | Höchstplatzierung, Gesamtwochen, AuszeichnungChartplatzierungen (Jahr, Titel, Musiklabel, Platzierungen, Wochen, Auszeichnungen, Anmerkungen) | Höchstplatzierung, Gesamtwochen, AuszeichnungChartplatzierungen (Jahr, Titel, Musiklabel, Platzierungen, Wochen, Auszeichnungen, Anmerkungen) | Höchstplatzierung, Gesamtwochen, AuszeichnungChartplatzierungen (Jahr, Titel, Musiklabel, Platzierungen, Wochen, Auszeichnungen, Anmerkungen) | Höchstplatzierung, Gesamtwochen, AuszeichnungChartplatzierungen (Jahr, Titel, Musiklabel, Platzierungen, Wochen, Auszeichnungen, Anmerkungen) | Höchstplatzierung, Gesamtwochen, AuszeichnungChartplatzierungen (Jahr, Titel, Musiklabel, Platzierungen, Wochen, Auszeichnungen, Anmerkungen) | Anmerkungen                                                 |
| Jahr | Titel Musiklabel                                            | DE | AT | CH | UK | US | Anmerkungen                                                 |
| ---- | ----------------------------------------------------------- | --- | --- | --- | --- | --- | ----------------------------------------------------------- |
| 1982 | From the Makers of… Phonogram (Phonogram)                   | — | — | — | UK4 Gold · (18 Wo.)UK | — | Erstveröffentlichung: 13. November 1982 Verkäufe: + 100.000 |
| 1983 | Works PRT Records (PRT)                                     | — | — | — | — | — | Erstveröffentlichung: 1983                                  |
| 2001 | Rockin’ All Over the World Mercury Records (UMG)            | — | — | — | — | — | Erstveröffentlichung: 31. Oktober 2001                      |
| 2001 | The Essential Spectrum Records (UMG)                        | — | — | — | UK28 Gold · (3 Wo.)UK | — | Erstveröffentlichung: November 2001 Verkäufe: + 100.000     |
| 2001 | Rockers Rollin’ Quo in Time 1972–2000 Vertigo Records (UMG) | — | — | — | — | — | Erstveröffentlichung: 29. November 2001                     |
| 2005 | Now and Then Crimson Productions (Crimson)                  | — | — | — | UK49 Silber · (1 Wo.)UK | — | Erstveröffentlichung: 13. Juni 2005 Verkäufe: + 60.000      |
| 2015 | Accept No Substitute – The Definitive Universal TV (UMG)    | — | — | — | UK21 Silber · (7 Wo.)UK | — | Erstveröffentlichung: 20. November 2015 Verkäufe: + 60.000  |
| 2017 | Collected Universal Music (UMG)                             | DE49 (1 Wo.)DE | AT64 (1 Wo.)AT | — | — | — | Erstveröffentlichung: 6. Oktober 2017                       |

grau schraffiert: keine Chartdaten aus diesem Jahr verfügbar

## Promoveröffentlichungen
| Jahr | Titel Album                           | Anmerkungen                           |
| ---- | ------------------------------------- | ------------------------------------- |
| 2013 | Bula Bula Quo (kua ni lega) Bula Quo! | Erstveröffentlichung: 17. Juni 2013   |
| 2013 | Looking Out for Caroline Bula Quo!    | Erstveröffentlichung: 12. August 2013 |

## Sonderveröffentlichungen

### Alben
| Jahr | Titel Musiklabel                                                     | Anmerkungen                                                                                                   |
| ---- | -------------------------------------------------------------------- | --- |
| 1993 | Pepper Plane Selbstverlag                                            | Erstveröffentlichung: 1993 Beilage in #81 I Miti del Rock live (Italien) + #80 Los grandes del rock (Spanien) |
| 2006 | Just Doin’ It! – Live Warner Music (WMG)                             | Erstveröffentlichung: 11. September 2006 Teil von Just Doin’ It! – Live (Deluxe Edition)                      |
| 2008 | Live at the National Arboretum Westonbirt Fourth Chord Records (LHN) | Erstveröffentlichung: 22. Juni 2008 Vertrieb nach Konzert bzw. auf Bandhomepage                               |
| 2008 | Live in Oxford Fourth Chord Records (LHN)                            | Erstveröffentlichung: 4. Oktober 2008 Vertrieb nach Konzert bzw. auf Bandhomepage                             |
| 2008 | Live in Brighton Fourth Chord Records (LHN)                          | Erstveröffentlichung: 12. Dezember 2008 Vertrieb nach Konzert bzw. auf Bandhomepage                           |
| 2008 | Live in Birmingham Fourth Chord Records (LHN)                        | Erstveröffentlichung: 22. Dezember 2008 Vertrieb nach Konzert bzw. auf Bandhomepage                           |
| 2009 | Live in Ipswich Fourth Chord Records (LHN)                           | Erstveröffentlichung: 17. Februar 2009 Vertrieb nach Konzert bzw. auf Bandhomepage                            |
| 2010 | Live in Australia Fourth Chord Records (LHN)                         | Erstveröffentlichung: 13. März 2010 Vertrieb nach Konzert bzw. auf Bandhomepage                               |
| 2010 | Live in the Netherlands Fourth Chord Records (LHN)                   | Erstveröffentlichung: 19. Oktober 2010 Vertrieb nach Konzert bzw. auf Bandhomepage                            |
| 2011 | Live at the O2 London Fourth Chord Records (LHN)                     | Erstveröffentlichung: 11. Dezember 2011 Vertrieb nach Konzert bzw. auf Bandhomepage                           |

| Jahr | Titel Musiklabel                                        | Anmerkungen                                                                                 |
| ---- | ------------------------------------------------------- | ------------------------------------------------------------------------------------------- |
| 1972 | Le double disque d’or de Status Quo Pye Records (Vogue) | Erstveröffentlichung: 1972 Veröffentlichung nur in Frankreich                               |
| 1973 | Pop Chronik Pye Records (Ariola)                        | Erstveröffentlichung: 1973 Teil der „Pop-Chronik“-Reihe                                     |
| 1974 | Encore Pye Records (Vogue)                              | Erstveröffentlichung: 1974 Veröffentlichung nur in Frankreich                               |
| 1975 | The Story of Pop Pye Records (Ariola)                   | Erstveröffentlichung: 1975 Teil der „The-Story-of-Pop“-Reihe                                |
| 1976 | Best of the British Invasion Pye Records (ATV)          | Erstveröffentlichung: 1976 Teil der „The-Pye-History-of-British-Pop-Music“-Reihe            |
| 1979 | Pop Gold Pye Records (Ariola)                           | Erstveröffentlichung: 1979 Teil der „Pop-Gold“-Reihe                                        |
| 1979 | Star Discothek Pye Records (Ariola)                     | Erstveröffentlichung: 1979 Teil der „Star-Discothek“-Reihe                                  |
| 2001 | The Danish Collection Universal Music (UMG)             | Erstveröffentlichung: 25. Juni 2001 Verkäufe: + 25.000; Veröffentlichung nur in Dänemark    |
| 2002 | The Swedish Collection Universal Music (UMG)            | Erstveröffentlichung: 24. Februar 2002 Verkäufe: + 30.000; Veröffentlichung nur in Schweden |
| 2005 | Gold Universal Music (UMG)                              | Erstveröffentlichung: 26. August 2005 Teil der „Gold“-Reihe                                 |
| 2007 | Colour Collection Mercury Records (UMG)                 | Erstveröffentlichung: 8. Oktober 2007 Teil der „Colour-Collection“-Reihe                    |
| 2007 | Rock Legends Mercury Records (UMG)                      | Erstveröffentlichung: 2. November 2007 Teil der „Rock-Legends“-Reihe                        |
| 2012 | Icon Universal Music (UMG)                              | Erstveröffentlichung: 1. Juni 2012 Teil der „Icon“-Reihe                                    |

| Jahr | Titel Musiklabel              | Anmerkungen                                                                  |
| ---- | ----------------------------- | ---------------------------------------------------------------------------- |
| 2010 | Top 100 Universal Music (UMG) | Erstveröffentlichung: 25. Juni 2010 Veröffentlichung nur in den Niederlanden |

### Lieder
| Jahr | Titel Album                                                                       | Anmerkungen                                                             |
| ---- | --------------------------------------------------------------------------------- | ----------------------------------------------------------------------- |
| 1988 | Drei weiße Birrrken (Du bist meine Heimat) Lotto                                  | Erstveröffentlichung: 25. Oktober 1988 Stephan Remmler feat. Status Quo |
| 2008 | Jump That Rock (Whatever You Want) Jumping All Over the World – Whatever You Want | Erstveröffentlichung: 3. Oktober 2008 Scooter vs. Status Quo            |

| Jahr | Titel Album                                           | Anmerkungen                                                   |
| ---- | ----------------------------------------------------- | ------------------------------------------------------------- |
| 2004 | Caroline (Live @ Live Aid) Live Aid                   | Erstveröffentlichung: 8. November 2004                        |
| 2004 | Rockin’ All Over the World (Live @ Live Aid) Live Aid | Erstveröffentlichung: 8. November 2004 Original: John Fogerty |

| Jahr | Titel Soundtrack                         | Anmerkungen                             |
| ---- | ---------------------------------------- | --------------------------------------- |
| 1976 | Getting Better All This and World War II | Erstveröffentlichung: 25. November 1976 |

## Statistik

### Chartauswertung
|                     | DE     | AT     | CH     | UK     | US    |
| ------------------- | ------ | ------ | ------ | ------ | ----- |
| Nummer-eins-Alben   | DE—DE  | AT—AT  | CH1CH  | UK4UK  | US—US |
| Top-10-Alben        | DE5DE  | AT3AT  | CH7CH  | UK25UK | US—US |
| Alben in den Charts | DE42DE | AT17AT | CH33CH | UK48UK | US1US |

|                       | DE     | AT     | CH     | UK     | US    |
| --------------------- | ------ | ------ | ------ | ------ | ----- |
| Nummer-eins-Singles   | DE1DE  | AT1AT  | CH1CH  | UK2UK  | US—US |
| Top-10-Singles        | DE5DE  | AT5AT  | CH10CH | UK23UK | US—US |
| Singles in den Charts | DE32DE | AT10AT | CH17CH | UK67UK | US2US |

|                          | DE    | AT    | CH    | UK     | US    |
| ------------------------ | ----- | ----- | ----- | ------ | ----- |
| Nummer-eins-Videoalben   | DE—DE | AT2AT | CH2CH | UK2UK  | US—US |
| Top-10-Videoalben        | DE—DE | AT4AT | CH6CH | UK9UK  | US—US |
| Videoalben in den Charts | DE—DE | AT4AT | CH6CH | UK13UK | US—US |

### Auszeichnungen für Musikverkäufe
| Silberne Schallplatte - Europa (Impala) - 2014: für das Album The Frantic Four Reunion 2013 – Live at Hammersmith Apollo - Norwegen - 1986: für das Album In the Army Now 2× Silberne Schallplatte - Europa (Impala) - 2011: für das Album Quid Pro Quo - 2014: für das Album Bula Quo! | Goldene Schallplatte - Australien - 1976: für das Album Quo - 2011: für das Videoalbum Just Doin’ It Live - Dänemark - 2001: für das Album The Danish Collection - Frankreich - 1975: für das Album Quo - 1976: für das Album Hello! - 1976: für das Album On the Level - 1977: für das Album Blue for You - 1977: für das Album Piledriver - 1978: für das Album Live! - 1978: für das Album Rockin’ All Over the World - 1980: für das Album Whatever You Want - 1981: für das Album Just Supposin’ - 1981: für das Album Never Too Late - 1982: für das Album If You Can’t Stand the Heat… - 1986: für die Single In the Army Now - Niederlande - 1975: für das Album Hello! - 1975: für das Album On the Level - 1976: für das Album Blue for You - 1977: für das Album Live! - 1980: für das Album Whatever You Want - Schweden - 1974: für das Album Hello! - 1975: für das Album On the Level - 1975: für das Album Quo - 1992: für das Album Rocking All Over the Years - 2002: für das Album The Swedish Collection - Spanien - 1981: für das Album Just Supposin’ - 1987: für das Album In the Army Now - 2025: für die Single Whatever You Want | Platin-Schallplatte - Spanien - 1991: für das Album Rocking All Over the Years |

Anmerkung: Auszeichnungen in Ländern aus den Charttabellen bzw. Chartboxen sind in ebendiesen zu finden.
| Land/RegionAuszeichnungen für Musikverkäufe (Land/Region, Auszeichnungen, Verkäufe, Quellen) | Silber       | Gold       | Platin     | Verkäufe  | Quellen                                                         |
| -------------------------------------------------------------------------------------------- | ------------ | ---------- | ---------- | --------- | --------------------------------------------------------------- |
| Australien (ARIA)                                                                            | —            | 2× Gold2   | —          | 27.500    | aria.com.au                                                     |
| Dänemark (IFPI)                                                                              | —            | Gold1      | —          | 25.000    | hitlisten.nu                                                    |
| Deutschland (BVMI)                                                                           | —            | 2× Gold2   | —          | 500.000   | musikindustrie.de                                               |
| Europa (Impala)                                                                              | 4× Silber4   | —          | —          | (80.000)  | impalamusic.org (Memento vom 12. Juni 2018 im Internet Archive) |
| Frankreich (SNEP)                                                                            | —            | 12× Gold12 | —          | 1.600.000 | infodisc.fr                                                     |
| Niederlande (NVPI)                                                                           | —            | 5× Gold5   | —          | 250.000   | nvpi.nl                                                         |
| Norwegen (IFPI)                                                                              | Silber1      | —          | —          | 25.000    | Einzelnachweise                                                 |
| Schweden (IFPI)                                                                              | —            | 5× Gold5   | —          | 230.000   | sverigetopplistan.se                                            |
| Schweiz (IFPI)                                                                               | —            | 5× Gold5   | —          | 125.000   | hitparade.ch                                                    |
| Spanien (Promusicae)                                                                         | —            | 3× Gold3   | Platin1    | 230.000   | mediafire.com                                                   |
| Vereinigtes Königreich (BPI)                                                                 | 22× Silber22 | 26× Gold26 | 5× Platin5 | 7.450.000 | bpi.co.uk                                                       |
| Insgesamt                                                                                    | 27× Silber27 | 61× Gold61 | 6× Platin6 |           |                                                                 |